# Podvrška
Podvrška (en serbe cyrillique : Подвршка) est une localité de Serbie située dans la municipalité de Kladovo, district de Bor. Au recensement de 2011, elle comptait 1 003 habitants.
Podvrška est officiellement classée parmi les villages de Serbie.

## Démographie

### Évolution historique de la population
| 1948  | 1953  | 1961  | 1971  | 1981  | 1991  | 2002  | 2011  |
| ----- | ----- | ----- | ----- | ----- | ----- | ----- | ----- |
| 1 910 | 1 943 | 2 056 | 2 170 | 2 111 | 1 944 | 1 143 | 1 003 |

|  |